# Depurador con la ayuda mecánica

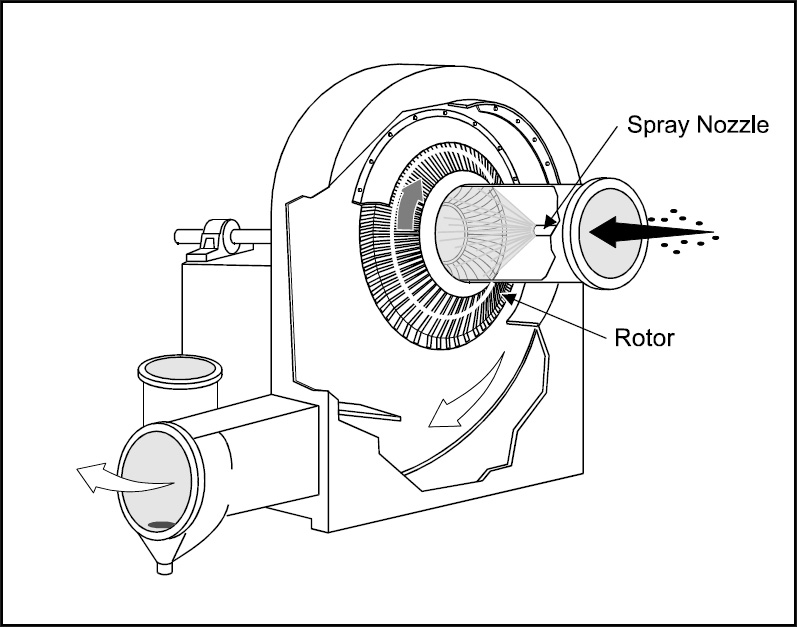
Depurador con ventilador centrifugo, (de arriba hacia abajo), inyector de rociado, rotor.

 Un depurador con la ayuda mecánica es un dispositivo tecnológico de control de contaminación.  Este tipo de tecnología es parte del grupo de dispositivos de control de contaminación del aire referidos como depuradores húmedos. 
Además, usan rociadores de líquidos o corrientes de desagote, los sistemas de depuración pueden utilizar un motor eléctrico para agregar energía al sistema. El motor hace girar un rotor o paleta que, cuando gira, genera pequeñas gotas de agua para la recolección de gas y partículas. 
El sistema está diseñado de manera que requiera menos espació (comparado con otros depuradores), pero su necesidad energética tiende a ser superior a otros depuradores de igual eficiencia. Posee una significativa  perdida de fuerza debido al girar del rotor. Por lo tanto, no toda la fuerza del motor es utilizada para el contacto líquido-gaseoso.